# Monnetay
Monnetay – miejscowość i gmina we Francji, w regionie Burgundia-Franche-Comté, w departamencie Jura.
Według danych na rok 1990 gminę zamieszkiwało 19 osób, a gęstość zaludnienia wynosiła 8 osób/km² (wśród 1786 gmin Franche-Comté Monnetay plasuje się na 722. miejscu pod względem liczby ludności, natomiast pod względem powierzchni na miejscu 999).